# Râul Valea Neagră, Clăbuceasa
Râul Valea Neagră (Clăbuceasa) este un curs de apă, al treilea afluent de dreapta al râului Clăbuceasa. 

## Geografie, hidrologie
Râul Valea Neagră (Clăbuceasa) nu are afluenți semnificativi și nu trece prin nicio localitate.

## Hărți
- Harta Munții Lotrului - Mielu Arhivat în 6 mai 2008, la Wayback Machine.
- Harta munților - Alpinet
- Munții Lotrului în contexul Carpaților Meridionali - Montaniarzi Arhivat în 24 iulie 2018, la Wayback Machine.